# Private Testamente Adolf Hitlers

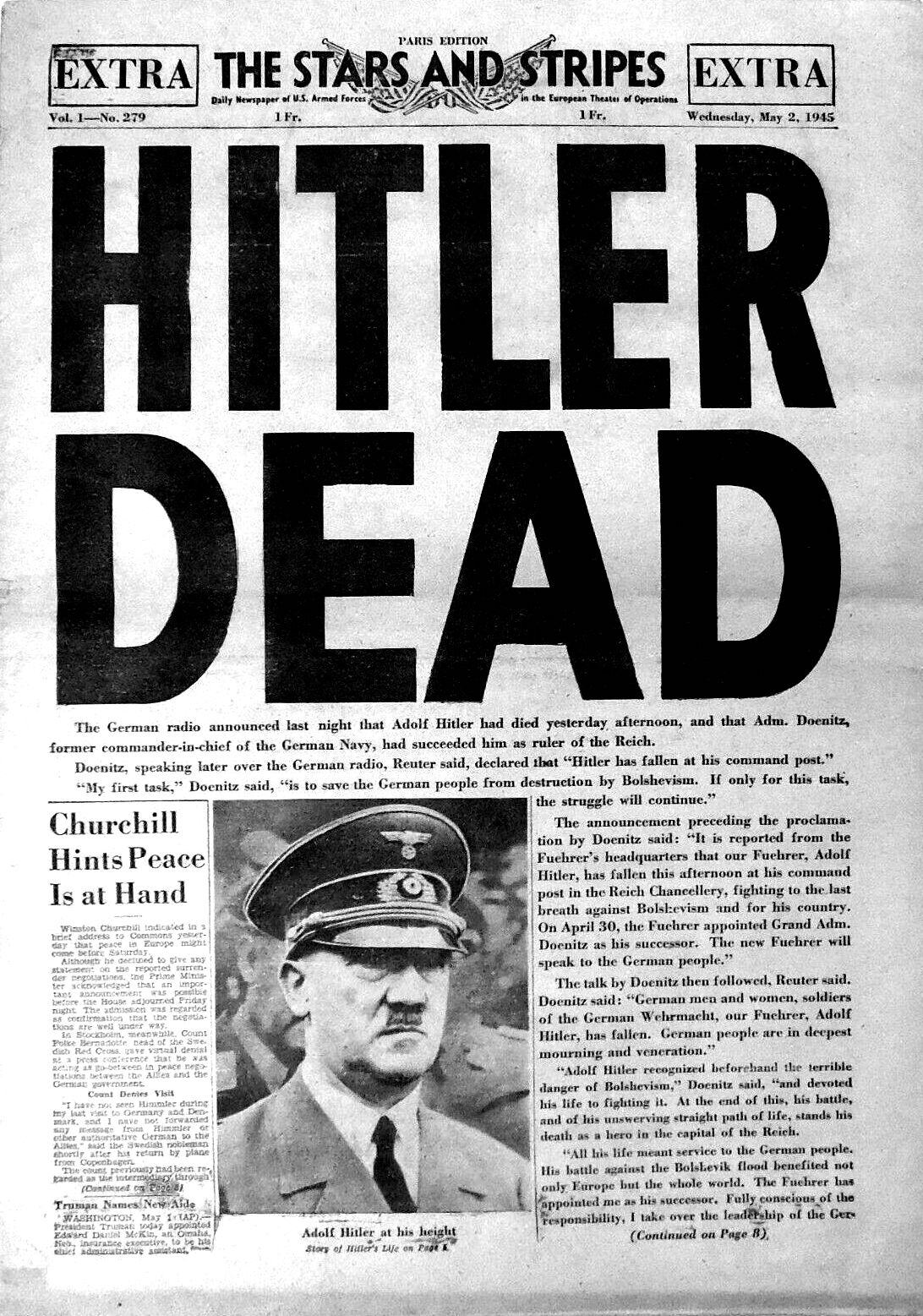
Schlagzeile der Stars and Stripes am 2. Mai 1945: „Hitler tot“

Die privaten Testamente Adolf Hitlers sind die am 2. Mai 1938 handschriftlich und am 29. April 1945 maschinenschriftlich errichteten Testamente des Erblassers Adolf Hitler, in welchen er die Rechtsnachfolge in sein Privatvermögen regeln wollte.
Unmittelbar vor seinem privaten Testament am 29. April 1945 hatte Hitler sein politisches Testament errichtet, in dem er zunächst den Zweiten Weltkrieg rechtfertigte und sodann eine geschäftsführende Reichsregierung (Regierung Dönitz) einsetzte. Diese sollte nicht nur „den Krieg mit allen Mitteln weiter fortsetzen“, sondern auch „die Rassegesetze peinlich einhalten“ und „unbarmherzigen Widerstand gegen den Weltvergifter aller Völker, das internationale Judentum,“ leisten.
Das private Testament vom 29. April 1945 ist das letzte Schriftstück, das Adolf Hitler unterzeichnet hat.

## Testamente

### 29. April 1945
„Mein privates Testament.
Da ich in den Jahren des Kampfes glaubte, es nicht verantworten zu können, eine Ehe zu gründen, habe ich mich nunmehr vor Beendigung dieser irdischen Laufbahn entschlossen, jenes Mädchen zur Frau zu nehmen, das nach langen Jahren treuer Freundschaft aus freiem Willen in die schon fast belagerte Stadt hereinkam, um ihr Schicksal mit dem meinen zu teilen. Sie geht auf ihren Wunsch als meine Gattin mit mir in den Tod. Er wird uns das ersetzen, was meine Arbeit im Dienst meines Volkes uns beiden raubte.
Was ich besitze, gehört – soweit es überhaupt von Wert ist – der Partei. Sollte diese nicht mehr existieren, dem Staat, sollte auch der Staat vernichtet werden, ist eine weitere Entscheidung von mir nicht mehr notwendig.
Ich habe meine Gemälde in den von mir im Laufe der Jahre angekauften Sammlungen niemals für private Zwecke, sondern stets nur für den Ausbau einer Galerie in meiner Heimatstadt Linz a. d. Donau gesammelt.
Dass dieses Vermächtnis vollzogen wird, wäre mein herzlichster Wunsch.
Zum Testamentsvollstrecker ernenne ich meinen treuesten Parteigenossen Martin Bormann. Er ist berechtigt, alle Entscheidungen endgültig und rechtsgültig zu treffen. Es ist ihm gestattet, alles das, was persönlichen Erinnerungswert besitzt, oder zur Erhaltung eines kleinen bürgerlichen Lebens notwendig ist, meinen Geschwistern abzutrennen, ebenso vor allem der Mutter meiner Frau und meinen, ihm genau bekannten treuen Mitarbeitern und Mitarbeiterinnen, an der Spitze meinen alten Sekretären, Sekretärinnen, Frau Winter, usw., die mich jahrelang durch ihre Arbeit unterstützten.
Ich selbst und meine Gattin wählen, um der Schande des Absetzens oder der Kapitulation zu entgehen, den Tod. Es ist unser Wille, sofort an der Stelle verbrannt zu werden, an der ich den größten Teil meiner täglichen Arbeit im Laufe eines zwölfjährigen Dienstes an meinem Volke geleistet habe.
Gegeben zu Berlin, den 29. April 1945, 4.00 Uhr
Adolf Hitler.“

Eine weitere Bestattungsverfügung enthält das Testament nicht.
Die Niederschrift fertigte Hitlers Sekretärin Traudl Junge. Anschließend unterzeichneten Nicolaus von Below, Martin Bormann und Joseph Goebbels als Zeugen.

### 2. Mai 1938

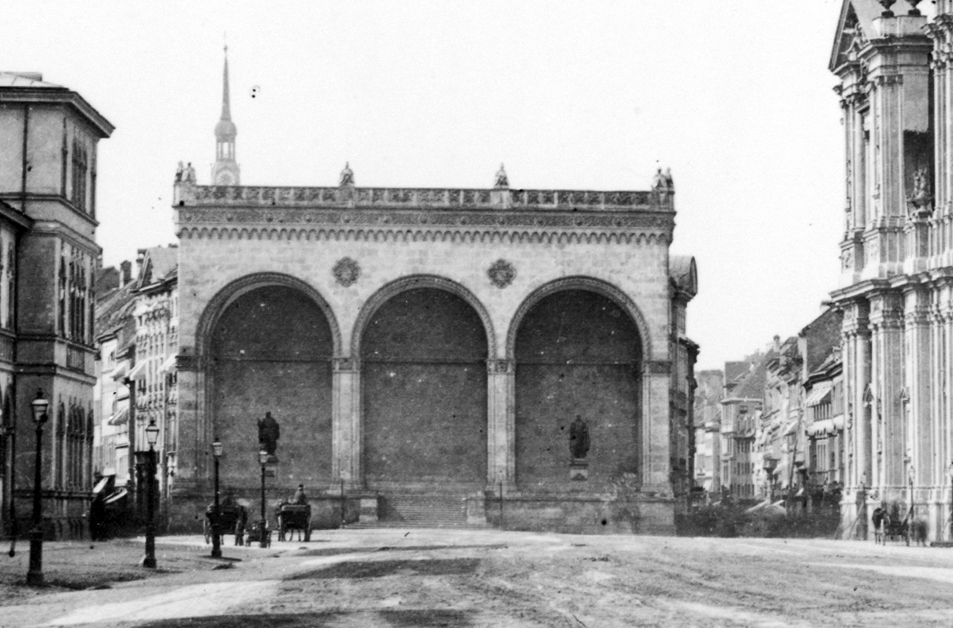
Die Feldherrnhalle vor 1891

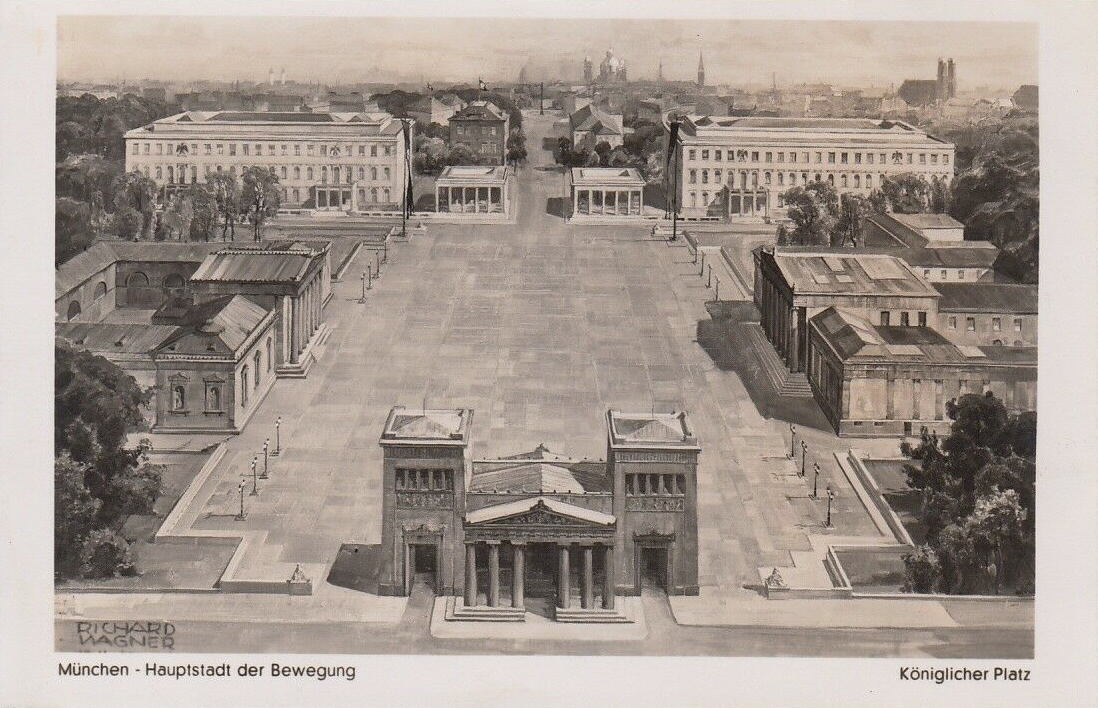
Königlicher Platz mit Führerbau (oben links) und Ehrentempeln (oben Mitte)

Ein handgeschriebenes „persönliches Testament“ vom 2. Mai 1938 wurde erst 1953 bekannt.
Hitlers Leichnam sollte „nach München kommen“, dort in der Feldherrnhalle aufgebahrt und „im rechten Tempel der ewigen Wache beigesetzt werden (Also der Tempel neben dem Führerbau)“. Sein Sarg habe dem der übrigen zu gleichen.
Hitlers gesamtes Vermögen einschließlich des Hauses auf dem Obersalzberg, seiner Möbel, Kunstwerte und Bilder erbte die NSDAP, außerdem die noch vorhandenen oder künftigen Einnahmen aus seinen Werken, die der „Parteiverlag“ (Franz-Eher-Verlag) erzielt.
Die Partei wurde verpflichtet, Hitlers Familienangehörigen und engsten Mitarbeitern bestimmte Geldbeträge zuzuwenden. Bedacht wurden neben Eva Braun seine Schwestern Angela und Paula (jeweils 1000 M mtl.) sowie sein Stiefbruder Alois (einmalig 60 000 M), ferner die Haushälterin Anni Winter (150 RM mtl.) und sein Chefadjutant Julius Schaub (einmalig 10 000 M und 500 M mtl.). Sein Diener Karl Wilhelm Krause sollte 100 M mtl., seine Diener Heinz Linge und Hans-Hermann Junge einmalig je 3000 M erhalten. Bedacht wurden auch Wilhelm Brückner und Fritz Wiedemann sowie die Hausintendanten der Reichskanzlei, Arthur Kannenberg und seine Ehefrau, mit einer „würdigen Versorgung auf Lebenszeit“. Die „Verwandten in Spital Niederösterreich“ sollten den einmaligen Betrag von 30 000 M erhalten, zu verteilen von Paula Hitler in Wien.
Zum Testamentsvollstrecker wurde Franz Xaver Schwarz bestimmt, Schatzmeister der NSDAP, ersatzweise Martin Bormann.

## Hitlers Tod
Hitler erschoss sich am 30. April 1945 im sog. Führerbunker in Berlin. Am 8. Mai 1945 folgte die bedingungslose Kapitulation der Wehrmacht, die den Zweiten Weltkrieg in Europa beendete.
Zwei Wochen nach der Verhaftung der Regierung Dönitz am 23. Mai 1945 übernahmen die Oberbefehlshaber der vier Siegermächte in der Berliner Erklärung vom 5. Juni 1945 kraft Besatzungsrechts die oberste Regierungsgewalt in Deutschland. Auch das besetzte Nachkriegsösterreich stand unter alliierter Verwaltung.
Die zum Erben eingesetzte NSDAP wurde mit Kontrollratsgesetz Nr. 2 vom 10. Oktober 1945 in den deutschen Besatzungszonen „abgeschafft und für ungesetzlich erklärt“ und ihr gesamtes Vermögen von den Alliierten beschlagnahmt. Mit Verfassungsgesetz vom 8. Mai 1945 über das Verbot der NSDAP (Verbotsgesetz) hatte die Provisorische Staatsregierung Renner 1945 die NSDAP in Österreich verboten und erklärt, ihr Vermögen sei der Republik verfallen.
Der zum Testamentsvollstrecker eingesetzte Martin Bormann hatte sich bereits am 2. Mai 1945 umgebracht.

## Todeserklärung
Nachdem Augenzeugen wie sein Adjutant Otto Günsche, Kammerdiener Heinz Linge und „Leibzahnarzt“ Hugo Blaschke, die sich am 30. April 1945 noch im Führerbunker aufgehalten hatten, Hitlers Suizid bestätigt hatten, erklärte das Amtsgericht Berchtesgaden am 25. Oktober 1956 Hitler offiziell für tot. Als Todeszeitpunkt wurde der 30. April 1945, 15.30 Uhr durch Schuss in die rechte Schläfe festgestellt.
Am 17. Januar 1957 entschied das AG Berchtesgaden, dass Eva Braun zwei Minuten vor ihrem Mann verstorben sei und damit nicht dessen (gesetzliche) Erbin werden konnte.

## Vermögenseinziehung als Beitrag zur Wiedergutmachung

### Deutschland
Im Zuge der Entnazifizierung nach dem Gesetz zur Befreiung von Nationalsozialismus und Militarismus (Befreiungsgesetz) wurde Hitler – hätte er noch gelebt – als Hauptschuldiger im Sinne des Art. II der Kontrollratsdirektive Nr. 38 beurteilt und mit Entscheidung der Spruchkammer München vom 15. Oktober 1948 sein Vermögen als Sühnemaßnahme zur Wiedergutmachung vollständig eingezogen (Art. 37 des Befreiungsgesetzes). Die entsprechende Akte befindet sich im Staatsarchiv München. Gemäß § 3 der Einziehungsverordnung vom 23. November 1948 waren die Vermögenswerte dem Freistaat Bayern zu übertragen. Dazu zählten viele Gebäude und Grundstücke in ganz Bayern, die zum Teil Münchner Behörden und Staatsfirmen zur Verfügung gestellt, teils verkauft wurden. Im Haus am Prinzregentenplatz 16 wurde beispielsweise eine Polizeiinspektion untergebracht.
Auch der im Jahr 1920 von der NSDAP erworbene Franz-Eher-Verlag wurde mit Kontrollratsgesetz Nr. 2 aufgelöst. Sämtliche Immobilien, Einrichtungen, Fonds, Konten, Archive, Akten und alles andere Eigentum wurden gemäß Artikel II des Gesetzes beschlagnahmt. Mit Übertragungsurkunde Nr. 1918 vom 12. November 1951 wurden sämtliche Verlagsrechte auf den Freistaat Bayern übertragen, mit Übertragungsurkunde Nr. 86 vom 26. Januar 1965 auch die Urheberrechte an Hitlers Schrift Mein Kampf, die erst mit Ablauf des Jahres 2015 erloschen.
Die meisten im Rahmen des Sonderauftrags Linz für Hitler erworbenen Kunstwerke wurden bei Kriegsende beschlagnahmt und aus dem Bergungsort Salzbergwerk Altaussee und anderen Auslagerungsorten in den Central Collecting Point in München überführt. Zettel auf der Rückseite der betreffenden Werke lassen vermuten, dass das „Privateigentum des Führers“ aufgrund des Führervorbehalts mindestens 751 dieser Objekte umfasste. Schon in der Deklaration von London aus dem Jahre 1943 hatten die Alliierten alle deutschen Kunstkäufe in den besetzten Ländern für nichtig erklärt. Nach den Grundsätzen der inneren und äußeren Restitution im Rahmen von Wiedergutmachungsverfahren sollten die Kunstwerke, sofern sie nach damaligem Rechtsverständnis als geraubt galten, an ihre ursprünglichen Besitzer zurückgegeben werden.

### Österreich
Der Volksgericht Wien sah den „Führer“ in einem Verfahren nach dem Kriegsverbrechergesetz als zentrale Persönlichkeit der nationalsozialistischen Gewaltherrschaft in Österreich und Kriegsverbrecher an. Sein gesamtes Vermögen wurde mit Urteil vom 5. September 1952 zugunsten der Republik Österreich für verfallen erklärt, soweit es sich auf österreichischem Staatsgebiet befand.

## Wirksamkeit des Testaments von 1945
Das Landgericht Düsseldorf entschied am 4. Dezember 1952 im Rahmen eines Rechtsstreits zwischen dem schweizerischen Verleger François Genoud und dem Athenäum-Verlag über das Verlagsrecht an Hitlers Tischgesprächen, dass Hitlers Privattestament vom 29. April 1945 nach den Vorschriften über das vor Zeugen errichtete Militärtestament gültig errichtet worden sei.
Anderer Ansicht war die Spruchkammer München im Verfahren von 1948, weil es nicht eigenhändig (handschriftlich) errichtet worden war (§ 2247 BGB).

## Erbschein zugunsten Paula Hitler
Das Amtsgericht München eröffnete am 2. August 1958 das private Testament vom 29. April 1945 und stellte am 17. Februar 1960 für Paula Hitler einen Erbschein über ihr Erbrecht aus. Nach deren Tod 1960 fiel das Erbe an die Kinder ihrer Halbschwester Angela Hitler.
Dennoch erhebt das Bayerische Finanzministerium auf fast alles Anspruch, was einst Hitler gehörte.
Anlässlich der Testamentseröffnung hatte die Bundesregierung in einer Kabinettssitzung am 19. Dezember 1958 auf Empfehlung des Bundesministers für wirtschaftlichen Besitz des Bundes beschlossen, dass die Bundesrepublik Deutschland als Rechtsnachfolgerin des zum Nacherben eingesetzten Deutschen Reichs die Erbschaft ausschlägt.

## Verbleib der Dokumente
Über Martin Bormann gelangte neben dem politischen auch das private Testament Adolf Hitlers in die Hände von Karl Dönitz. Nach dessen Gefangennahme durch die Britische Armee im Mai 1945 übergab sie der britische an den US-amerikanischen Geheimdienst. Das FBI befand sie für authentisch. Die Dokumente befinden sich seitdem im US-amerikanischen Nationalarchiv. Kopien befinden sich auch im deutschen Bundesarchiv.

## Film
- Hitlers Geld. Dokumentarfilm von Ingo Helm, ECO Media TV-Produktion, 2002. 43 Min. YouTube.[36]